# Crepidula plana
Crepidula plana är en snäckart som beskrevs av Thomas Say 1822. Crepidula plana ingår i släktet Crepidula och familjen toffelsnäckor. Inga underarter finns listade i Catalogue of Life.